# Graden
Graden è una frazione di 480 abitanti del comune austriaco di Köflach, nel distretto di Voitsberg, in Stiria. Già comune autonomo, il 1º gennaio 2015 è stato aggregato a Köflach.